# أستريكس وأوبليكس: المملكة الوسطى
أستريكس وأوبليكس: المملكة الوسطى (بالفرنسية: Astérix et Obélix: l'Empire du Milieu)‏ هو فيلم مغامرات كوميدي فرنسي من إخراج غيوم كاني وبطولة غيوم كاني، جيل لولوش، فينسنت كاسل، ماريون كوتيار ورمزي بيديا، من المقرر صدور الفيلم في 1 فبراير 2023.

## وصلات خارجية
- أستريكس وأوبليكس: المملكة الوسطى على موقع IMDb (الإنجليزية)
- أستريكس وأوبليكس: المملكة الوسطى على موقع روتن توميتوز (الإنجليزية)
- أستريكس وأوبليكس: المملكة الوسطى على موقع قاعدة بيانات الأفلام العربية
- أستريكس وأوبليكس: المملكة الوسطى على موقع ألو سيني (الفرنسية)
- أستريكس وأوبليكس: المملكة الوسطى على موقع فيلمافينيتي (الإسبانية)
- أستريكس وأوبليكس: المملكة الوسطى على موقع قاعدة بيانات الأفلام السويدية (السويدية)
- أستريكس وأوبليكس: المملكة الوسطى على موقع قاعدة بيانات الفيلم (الإنجليزية)
- أستريكس وأوبليكس: المملكة الوسطى على موقع ليتربوكسد (الإنجليزية)
- أستريكس وأوبليكس: المملكة الوسطى على موقع كينوبويسك (الروسية)